# آلميريم
آلميريم (بالبرتغالية: Almeirim‏) هي بلدية برتغالية في محافظة شنترين. يقدر عدد سكانها بـ 23,376 نسمة ومساحتها 222.12 كم2 .

## أعلام
- مارسيو سامبايو
- هنريك ملك البرتغال
- فرناندو دوق فيسيو
- كريستينا برانكو